# Grégoire IV de Naples
Grégoire IV de Naples  (mort en 915) duc de Naples de 898 à  915. 

## Origine
Le duc Grégoire IV de Naples est traditionnellement considéré comme un fils du duc Serge II. Toutefois, selon une hypothèse soutenue notamment par Christian Settipani, il serait le fils aîné de Marinus l'un des fils de Serge Ier. Il serait le cousin germain d'Athanase II de Naples et le neveu des évêques Athanase Ier (850-875) et Étienne III (898-907), il partage le pouvoir avec le second jusqu'à sa mort en 907.

## Règne
Grégoire IV succède à Athanase II de Naples en 898, lorsqu'il est élu dux, ou magister militum , à l'unanimité par l'aristocratie. Son autre oncle paternel, le vieil évêque de Sorrente Étienne III, a succédé à Athanase comme évêque. Selon le  Chronicon ducum et principum Beneventi, Salerni, et Capuae et ducum Neapolis, Grégoire IV règne pendant 16 ans 10 mois et 10 jours.
L'Italie du sud  est à cette époque sous la menace constante des agressions des Sarrasins. Vers 900, Grégoire détruit le castrum Lucullanum, une forteresse napolitaine juste à l'extérieur de la ville, pour empêcher les musulmans de l'utiliser comme base pour contrôler la cité. Il subit une défaite en 903 devant les envahisseurs. Le duc renforce les murs de la ville et les stocks de fournitures afin de prévenir un nouveau siège de Naples. Selon le chroniqueur du XIe siècle Léo d'Ostie, il aurait conclu un pacte avec le Comte de Capoue et nouveau prince de Bénévent, Aténolf, et le  Préfet d'Amalfi et attaqué et défait les Sarrasins.
Le 2 juillet 911, il conclut un nouveau traité  avec les fils d'Aténolf, les coprinces Aténolf II et Landolf Ier, par lequel ils partagent le territoire contesté de Liburia. La même année, il a participé à des attaques des alliés sur la forteresse sarrasine sur la Garigliano. En 915, il rejoint avec les milices de Gaète l'alliance des princes du sud de l'Italie, rassemblés par le stratège de Bari Nicolas Picingli, représentant de l'empire byzantin qui avait reçu le titre impérial de Patrice. L'armée est complétée par les forces du centre de la péninsule sous Alberic Ier et celles du Pape Jean X. Ensemble, ils mènent une grande offensive sur le campement du Garigliano qu'ils bloquent. Après trois mois de siège les musulmans tentent une sortie. Ils sont pourchassés dans la forêt des montagnes environnantes et massacrés. Cette éclatante victoire est connue dans l'historiographie comme la première bataille du Garigliano. Grégoire IV ne survit pas longtemps à cette victoire, il meurt quelques mois après à la fin de l'année 915, et il a comme successeur son fils aîné, Jean II, qui avait participé au combat. 
Le frère cadet de Grégoire IV, Athanase III de Naples, le neveu et successeur d'Étienne III, sera lui aussi évêque de Naples jusqu'en 956, mais le pouvoir civil restera désormais totalement indépendant du pouvoir religieux, et l'autorité ducale se transmet ensuite régulièrement de père en fils avec Jean II de Naples, Marin Ier (919-928) et Jean III (928-963) qui gouvernera environ 42 ans.

## Sources
- Jules Gay L'Italie méridionale et l'Empire byzantin depuis l'avènement de Basile Ier jusqu'à la prise de Bari par les Normands (867-1071) Albert Fontemoing éditeur, Paris 1904 p. 636.
- Thomas Granier. « Napolitains et Lombards aux VIIIe – XIe siècles. De la guerre des peuples à la guerre des saints en Italie du Sud ». Dans: Mélanges de l'École française de Rome. Moyen Âge, Temps modernes T. 108, no 2. 1996. p. 403-450.
- (it) Gregòrio IV di Napoli dans enciclopedia Treccani. Consulté le 8 février 2014.
- (en) Gregorius IV of Naples dans Medieval Lands.